# منطقه واباگ
منطقه واباگ یکی از منطقه های استان انگا واقع در کشور پاپوآ گینه نو می باشد. مرکز این منطقه واباگ است. چمعیت منطقه مطابق با سرشماری رسمی سال ۲۰۰۰ میلادی ۵۷٬۶۸۴ بوده است. این منطقه خود از ۳ فرمانداری محلی تشکیل می گردد که هر فرمانداری به منظور سهولت در امر آمارگیری خود به چند بخش تقسیم می شود. 

## تقسیمات
این منطقه دارای ۳ فرمانداری محلی است که اسامی آن ها به شرح زیر است:
- فرمانداری محبی روستایی مارامونی
- فرمانداری محلی روستایی واباگ
- فرمانداری محلی شهری واباگ